# Bibelkoden
Bibelkoden (en: The Bible Code), bok utgiven 1997 av den amerikanske journalisten Michael Drosnin, som menade att det förutom själva bibeltexten fanns kodade meddelanden gömda i denna. Boken väckte enorm uppmärksamhet och även bland icke-troende var intresset stort; den sålde i rekordupplagor, blev en världsbästsäljare och översattes till många språk (bland annat svenska). Drosnin vidareutvecklade i sin bok vad tre israeliska forskare vid Hebrew University i Jerusalem, Doron Witztum, Eliyahu Rips och Yoav Rosenberg, hade funnit i Torah och kallade en "dold skrift".
Metoden går ut på att många viktiga händelser i världshistorien har förutsagts i Bibelns Gamla Testamente, och att man kan utläsa dessa genom att läsa texten enligt ett särskilt mönster, exempelvis genom att sätta samman bokstäver på bestämda intervall. Man hittade bland annat en förutsägelse om mordet på Israels premiärminister Yitzhak Rabin och många andra viktiga personer och händelser. 
Det påpekas dock av kritiker, att de ord, som antas ha ett samband, inte är grammatiskt förbundna med varandra och inte arrangerade på ett sådant sätt att de tillsammans utgör en meningsfull helhet. De framstår bara som individuella ord i närheten av varandra. Kritiker har också menat sig bevisa att man med Drosnins metoder kan hitta dolda meddelanden i vilken bok som helst. Detta tillbakavisar Drosnin bestämt. Otaliga experiment har, enligt honom, visat att dessa korsordsliknande sammanställningar bara finns i bibeln.
Redan Isaac Newton (1643-1727) trodde enligt John Maynard Keynes att Bibeln innehöll dold, kodad information. I Bibeln (Uppenbarelseboken kapitel 5-8) berättas nämligen om en förseglad skrift, som skall bli synlig i de yttersta dagarna. Newton lärde sig hebreiska och ägnade en stor del av sin tid åt att försöka finna den hemliga skriften – men han lyckades inte.
Olika judiska skolor inom Kabbalan har forskat kring en eventuell "dold skrift" sedan medeltiden.